# Umibōzu
Umibōzu (海坊主) é um youkai japonês. O Umibōzu vive no oceano e amaldiçoa o navio de qualquer pessoa que falar com ele. O nome dele vem de "mar" ("ume") e o caractere de "monge budista". Geralmente eles são descritos como espectros que aparecem no deck dos navios pesqueiros. E geralmente são confundidos com sacerdotes, porque sua cabeça fica um pouco abaixada parecendo ele está rezando.

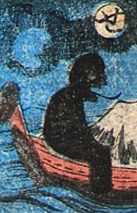
Umibōzu em uma carta de obake karuta

De acordo com uma história, se ele ficar nervoso, ele pede ao capitão vários barris de comida.
Nesse folclore também diz que as almas das pessoas que ninguém queria ver se refugiavam no mar.